# ウォーレン・ランドルフ・バージェス
ウォーレン・ランドルフ・バージェス（Warren Randolph Burgess, 1889年5月7日 – 1978年9月16日）は、アメリカ合衆国の銀行家、外交官である。1957年から1961年までNATOの大使を務めた。
ロードアイランド州ニューポートで出生。ブラウン大学に通い、社交クラブ「デルタ・ユプシロン」に加入した。のち、ニューヨーク市の著名な銀行家となった。ドワイト・D・アイゼンハウアーは1953年、バージェスを財務副長官に任命した。1954年、財務次官となった。1955年3月5日、アーサー・ヘイル・ウッズ (Arthur Hale Woods) の未亡人ヘレン・モーガン・ハミルトン (Helen Morgan Hamilton) と結婚。戦時中、彼女は婦人陸軍部隊に勤め、中佐にまで昇進した。